# Isabel Sarli
Hilda Isabel Gorrindo Sarli (phát âm tiếng Tây Ban Nha: [isaˈβel ˈsaɾli]; 9 tháng 7 năm 1929 - 25 tháng 6 năm 2019), biệt danh Coca, là một nữ diễn viên và người mẫu ảnh  người Argentina đã nghỉ hưu, được biết đến với vai chính trong một số bộ phim gợi tình của Armando Bó, đặc biệt là trong những năm 1960 và 1970.  Cô bắt đầu sự nghiệp với tư cách là một người mẫu và hoa hậu, trở thành Hoa hậu Argentina và lọt vào bán kết Hoa hậu Hoàn vũ 1955.  Cô được Bó phát hiện vào năm 1956 và xuất hiện lần đầu tiên vào năm sau với Thunder Among the Leaves, trong đó một cảnh khỏa thân gây tranh cãi của Sarli đã biến nó thành bộ phim đầu tiên có cảnh khỏa thân hoàn toàn phía trước người của điện ảnh Argentina.
Là nàng thơ và nhân vật chính trong các bộ phim của Bó, Sarli trở thành biểu tượng tình dục đỉnh cao của Argentina và là một nhân vật nổi tiếng trên toàn thế giới.  Với cái chết của Bó năm 1981, Sarli gần như rút lui khỏi diễn xuất.  Kể từ những năm 1990, bộ phim của cô đã được đánh giá lại theo phong cách cắm trại và nội dung hào nhoáng, nó được công nhận là tác phẩm kinh điển với nhiều người sùng bái.  Cô được coi là một biểu tượng đồng tính và pop.

## Sự nghiệp ban đầu
Hilda Isabel Sarli Gorrindo Tito sinh ra ở Concordia, tỉnh Entre Ríos, trong một gia đình rất nghèo, là một trong những cô con gái của Antonio Gorrindo và María Elena Sarli.  Cha cô rời bỏ gia đình khi cô 3 tuổi.  Những người mà ông đã bỏ lại, bao gồm cả Isabel và mẹ cô, sau đó chuyển đến Buenos Aires.  Anh chị em út của cô, và em trai duy nhất, đã chết năm 5 tuổi.  Mặc dù, nhiều năm sau, cha cô đã cố gắng liên lạc với cô, nhưng cô giận dữ từ chối.
Sarli được đào tạo để trở thành một thư ký và sau khi hoàn thành khóa đào tạo này, bắt đầu làm việc cho một cơ quan công khai để hỗ trợ mẹ cô.  Sau đó, cô được đề nghị làm việc như một người mẫu, tại đó cô đã thành công đến nỗi cuối cùng cô đã từ chức công việc thư ký của mình.  Cô đã giành được một giải thưởng là "người mẫu được chụp ảnh nhiều nhất".
Trái với những gì được biết, cô được mẹ đặt cho biệt danh là "Coca".

## Nghề nghiệp

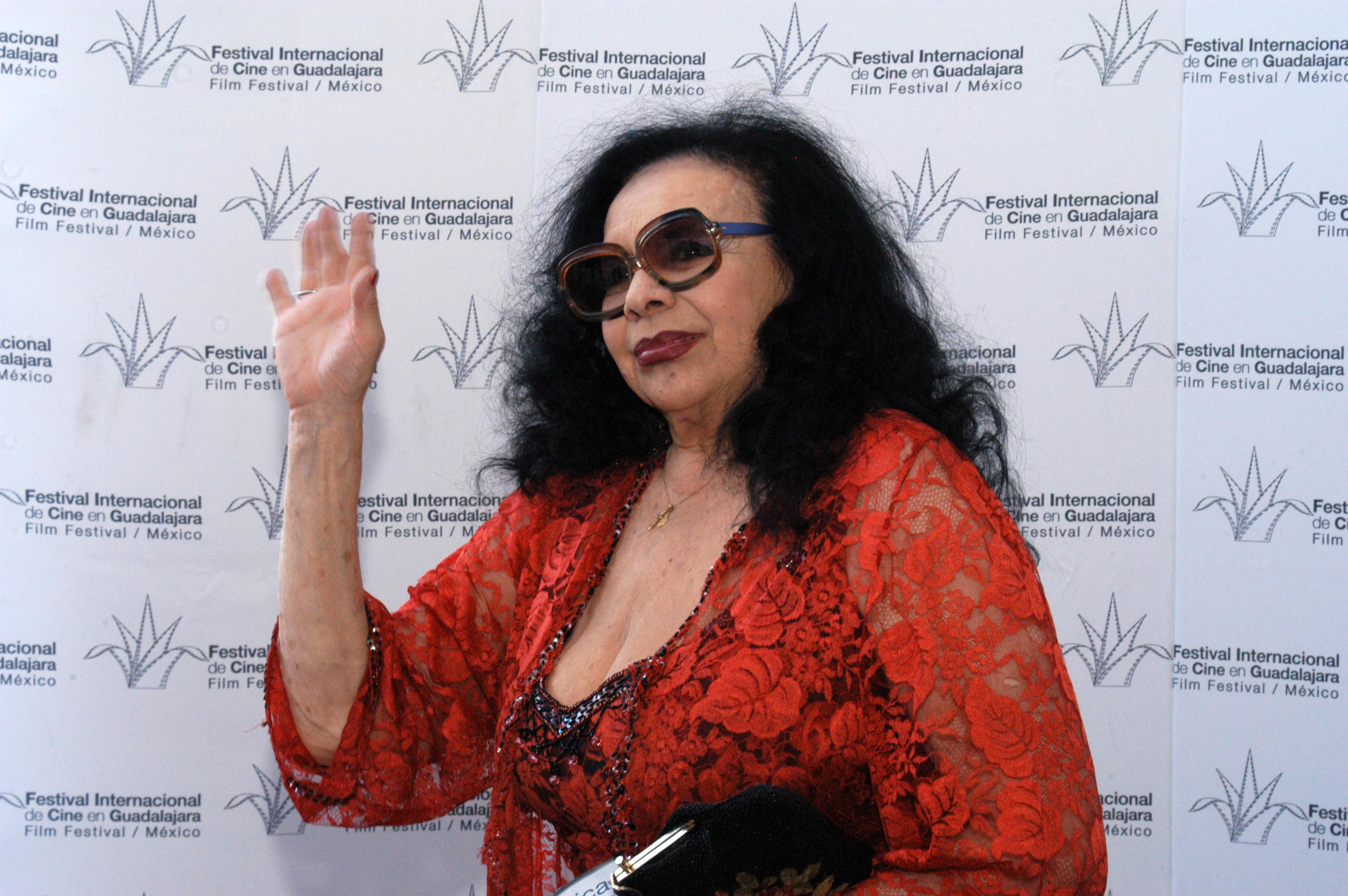
Sarli trong Liên hoan phim quốc tế Guadalajara, 2008

Năm 1955, cô được chọn là Hoa hậu Argentina và gặp Tổng thống Argentina lúc đó, Juan Domingo Peron.
Vào tháng 6 năm 1956, cô gặp Armando Bo trong một chương trình truyền hình, người sau đó đã cho cô cơ hội đóng vai chính trong El trueno entre las hojas (Thunder in the Leaves).  Bo đã thuyết phục Sarli khỏa thân trong một cảnh tắm trong hồ, mặc dù trước đó cô được cho biết sẽ mặc một chiếc vớ màu da thịt.  Ngoài ra, mặc dù Bo cũng nói với Sarli rằng họ sẽ chụp từ xa, máy ảnh có độ phóng đại.  Bộ phim trở thành bộ phim đầu tiên có cảnh khỏa thân hoàn toàn phía trước người trong điện ảnh Argentina.  Cô tiếp tục trở thành một ngôi sao quốc tế Mỹ Latinh và làm tiêu đề quốc tế cho cảnh khỏa thân.  Cô xuất hiện trên tạp chí Time, Life và Playboy, nữ diễn viên người Argentina đầu tiên hoàn thành kỳ tích đó.  Bo và Sarli trở thành tình nhân và cô trở thành ngôi sao chính trong các bộ phim của ông cho đến khi ông qua đời năm 1981.  Trong thời gian này, Sarli đã từ chối nhiều lời đề nghị hợp tác với một đạo diễn khác, ngoại trừ Leopoldo Torre Nilsson trên Setenta veces siete (The Female: Seventy Times Seven) và Dirk DeVilliers trong The Virgin Goddess, bộ phim tiếng Anh duy nhất của cô.
Các bộ phim của cô đã gây tranh cãi vào thời điểm đó và hầu hết trong số chúng đã bị cấm, nhưng lệnh cấm này đã khiến chúng thành công hơn nữa.  Những bộ phim như Fuego (1969) và Fiebre (1970) đã đi đến thị trường Mỹ và châu Âu.
Cô đã nhận được lời đề nghị làm việc tại Hoa Kỳ với Robert Aldrich, cùng với hai lời đề nghị được gửi đến từ Anh, để xuất hiện trong sản xuất phim Hammer The Two Faces of Dr. Jekyll và đồng sản xuất của Mỹ The Guns of Navarone, nhưng cô đã từ chối họ.  Tuy nhiên, Isabel thường làm việc ở châu Mỹ Latinh, mặc dù luôn theo việc đạo diễn của Bo: cô ấy đã đóng trong La diosa impura ở México, Lujuria nhiệt đới ở Venezuela, Desnuda en la Arena ở Panamá, La burrerita de Ypacaraí ở Paraguay và Favela và La leona ở Brazil. 